# 백영규
백영규(1952년 5월 22일 ~ )는 대한민국의 가수이자 음반 제작자이다.

## 이력
1976년 언더그라운드 라이브 클럽에서 솔로 포크 록 음악 가수 첫 데뷔하였고 1978년 포크 팝 음악 보컬 듀오 "물레방아"의 보컬리스트 겸 기타리스트 데뷔하였다.

## 대표곡
- 〈슬픈 계절에 만나요〉
- 〈순이 생각〉
- 〈잊지는 말아야지〉

## 수상
- 1980년 MBC 10대 가수 가요제 - 신인상